# Walter Eschweiler
Walter Eschweiler, né le 20 septembre 1935 à Bonn, est un ancien arbitre allemand de football. Il débuta en 1961, fut arbitre international de 1970 à 1984.

## Carrière
Il a officié dans des compétitions majeures : 
- Coupe d'Allemagne de football 1975-1976 (finale)
- Supercoupe de l'UEFA 1979 (finale retour)
- Coupe UEFA 1980-1981 (finale retour)
- Coupe d'Europe des vainqueurs de coupe de football 1981-1982 (finale)
- Coupe du monde de football de 1982 (1 match)